# Datte datte datte
„Datte datte datte” (jap. だってだってだって) – dwudziesty trzeci singel japońskiego zespołu NMB48, wydany w Japonii 19 sierpnia 2020 roku przez laugh out loud records.
Singel został wydany w pięciu edycjach: czterech CD+DVD (Type A, Type B, Type C, Type D) oraz „teatralnej” (CD). Osiągnął 2 pozycję w rankingu Oricon i pozostał na liście przez 12 tygodni. Singel zdobył status złotej płyty.
Płyta pierwotnie miała ukazać się 13 maja 2020 roku, ale jej premiera została przesunięta z powodu pandemii COVID-19.

## Lista utworów
Wszystkie utwory zostały napisane przez Yasushiego Akimoto.

### Type A
| CD | CD                                                             | CD                       | CD                       | CD      |
| Nr | Tytuł utworu                                                   | Kompozycja               | Aranżacja                | Długość |
| -- | -------------------------------------------------------------- | ------------------------ | ------------------------ | ------- |
| 1. | „Datte datte datte” (jap. だってだってだって)                  | Katsuhiro Fujita, N-Gram | Katsuhiro Fujita, N-Gram |         |
| 2. | „Ikenai koto” (jap. イケナイコト) (wyk. Miru Shiroma)          | Masayoshi Kawabata       | Masayoshi Kawabata       |         |
| 3. | „Hate” (jap. 涯) (wyk. Team N)                                 | Takanori Fukuta          | Araken                   |         |
| 4. | „Datte datte datte” (jap. だってだってだって) (off vocal ver.) | Katsuhiro Fujita, N-Gram | Katsuhiro Fujita, N-Gram |         |
| 5. | „Ikenai koto” (jap. イケナイコト) (off vocal ver.)             | Masayoshi Kawabata       | Masayoshi Kawabata       |         |
| 6. | „Hate” (jap. 涯) (off vocal ver.)                              | Takanori Fukuta          | Araken                   |         |

| DVD | DVD                                                                         | DVD     |
| Nr  | Tytuł utworu                                                                | Długość |
| --- | --------------------------------------------------------------------------- | ------- |
| 1.  | „Datte datte datte” (jap. だってだってだって) (Music Video)                 |         |
| 2.  | „Datte datte datte” (jap. だってだってだって) (Music Video Dancing Version) |         |
| 3.  | „Ikenai koto” (jap. イケナイコト) (Music Video)                             |         |

### Type B
| CD | CD                                                                 | CD                       | CD                       | CD      |
| Nr | Tytuł utworu                                                       | Kompozycja               | Aranżacja                | Długość |
| -- | ------------------------------------------------------------------ | ------------------------ | ------------------------ | ------- |
| 1. | „Datte datte datte” (jap. だってだってだって)                      | Katsuhiro Fujita, N-Gram | Katsuhiro Fujita, N-Gram |         |
| 2. | „Ikenai koto” (jap. イケナイコト) (wyk. Miru Shiroma)              | Masayoshi Kawabata       | Masayoshi Kawabata       |         |
| 3. | „Seishun wa Brass Band” (jap. 青春はブラスバンド) (wyk. Team M)    | Hiroyuki Himeno          | Makoto Wakatabe          |         |
| 4. | „Datte datte datte” (jap. だってだってだって) (off vocal ver.)     | Katsuhiro Fujita, N-Gram | Katsuhiro Fujita, N-Gram |         |
| 5. | „Ikenai koto” (jap. イケナイコト) (off vocal ver.)                 | Masayoshi Kawabata       | Masayoshi Kawabata       |         |
| 6. | „Seishun wa Brass Band” (jap. 青春はブラスバンド) (off vocal ver.) | Hiroyuki Himeno          | Makoto Wakatabe          |         |

| DVD | DVD                                                                         | DVD     |
| Nr  | Tytuł utworu                                                                | Długość |
| --- | --------------------------------------------------------------------------- | ------- |
| 1.  | „Datte datte datte” (jap. だってだってだって) (Music Video)                 |         |
| 2.  | „Datte datte datte” (jap. だってだってだって) (Music Video Dancing Version) |         |
| 3.  | „Datte datte datte” (jap. だってだってだって) (Music Video Making)          |         |

### Type C
| CD | CD                                                             | CD                       | CD                       | CD      |
| Nr | Tytuł utworu                                                   | Kompozycja               | Aranżacja                | Długość |
| -- | -------------------------------------------------------------- | ------------------------ | ------------------------ | ------- |
| 1. | „Datte datte datte” (jap. だってだってだって)                  | Katsuhiro Fujita, N-Gram | Katsuhiro Fujita, N-Gram |         |
| 2. | „Ikenai koto” (jap. イケナイコト) (wyk. Miru Shiroma)          | Masayoshi Kawabata       | Masayoshi Kawabata       |         |
| 3. | „Be happy” (wyk. Team BII)                                     | Tadashi Tsukida          | Tadashi Tsukida          |         |
| 4. | „Datte datte datte” (jap. だってだってだって) (off vocal ver.) | Katsuhiro Fujita, N-Gram | Katsuhiro Fujita, N-Gram |         |
| 5. | „Ikenai koto” (jap. イケナイコト) (off vocal ver.)             | Masayoshi Kawabata       | Masayoshi Kawabata       |         |
| 6. | „Be happy” (off vocal ver.)                                    | Tadashi Tsukida          | Tadashi Tsukida          |         |

| DVD | DVD                                                                                 | DVD     |
| Nr  | Tytuł utworu                                                                        | Długość |
| --- | ----------------------------------------------------------------------------------- | ------- |
| 1.  | „Datte datte datte” (jap. だってだってだって) (Music Video)                         |         |
| 2.  | „Datte datte datte” (jap. だってだってだって) (Music Video Dancing Version)         |         |
| 3.  | „Tokuten eizō «Datte Feeling Couple»” (jap. 特典映像「だってフィーリングカップル」) |         |

### Type D
| CD | CD                                                                            | CD                       | CD                       | CD      |
| Nr | Tytuł utworu                                                                  | Kompozycja               | Aranżacja                | Długość |
| -- | ----------------------------------------------------------------------------- | ------------------------ | ------------------------ | ------- |
| 1. | „Datte datte datte” (jap. だってだってだって)                                 | Katsuhiro Fujita, N-Gram | Katsuhiro Fujita, N-Gram |         |
| 2. | „Ikenai koto” (jap. イケナイコト) (wyk. Miru Shiroma)                         | Masayoshi Kawabata       | Masayoshi Kawabata       |         |
| 3. | „Suki ni natte gomen'nasai” (jap. 好きになってごめんなさい) (wyk. LAPIS ARCH) | Yūichi Ichikawa          | Takashi Matsuda          |         |
| 4. | „Datte datte datte” (jap. だってだってだって) (off vocal ver.)                | Katsuhiro Fujita, N-Gram | Katsuhiro Fujita, N-Gram |         |
| 5. | „Ikenai koto” (jap. イケナイコト) (off vocal ver.)                            | Masayoshi Kawabata       | Masayoshi Kawabata       |         |
| 6. | „Suki ni natte gomen'nasai” (jap. 好きになってごめんなさい) (off vocal ver.)  | Yūichi Ichikawa          | Takashi Matsuda          |         |

| DVD | DVD                                                                         | DVD     |
| Nr  | Tytuł utworu                                                                | Długość |
| --- | --------------------------------------------------------------------------- | ------- |
| 1.  | „Datte datte datte” (jap. だってだってだって) (Music Video)                 |         |
| 2.  | „Datte datte datte” (jap. だってだってだって) (Music Video Dancing Version) |         |
| 3.  | „Suki ni natte gomen'nasai” (jap. 好きになってごめんなさい) (Music Video)   |         |

### Wer. teatralna
| CD | CD                                                             | CD                               | CD                       | CD      |
| Nr | Tytuł utworu                                                   | Kompozycja                       | Aranżacja                | Długość |
| -- | -------------------------------------------------------------- | -------------------------------- | ------------------------ | ------- |
| 1. | „Datte datte datte” (jap. だってだってだって)                  | Katsuhiro Fujita, N-Gram         | Katsuhiro Fujita, N-Gram |         |
| 2. | „Ikenai koto” (jap. イケナイコト) (wyk. Miru Shiroma)          | Masayoshi Kawabata               | Masayoshi Kawabata       |         |
| 3. | „Imifu” (jap. イミフ) (wyk. Sae Murase)                        | Ryōta Nakai, Asaki, Carlos Okabe | Ryōta Nakai              |         |
| 4. | „Datte datte datte” (jap. だってだってだって) (off vocal ver.) | Katsuhiro Fujita, N-Gram         | Katsuhiro Fujita, N-Gram |         |
| 5. | „Ikenai koto” (jap. イケナイコト) (off vocal ver.)             | Masayoshi Kawabata               | Masayoshi Kawabata       |         |
| 6. | „Imifu” (jap. イミフ) (off vocal ver.)                         | Ryōta Nakai, Asaki, Carlos Okabe | Ryōta Nakai              |         |

## Skład zespołu
| „Datte datte datte” |
| --- |
| - Team N: Chihiro Kawakami, Haruka Sadano, Minami Haasa, Sae Murase, Akari Yoshida - Team M: Nagisa Shibuya, Miru Shiroma, Momone Yasuda - Team BII: Cocona Umeyama (środek), Yūka Katō, Karin Kojima, Rei Jōnishi, Nao Shinzawa,Karen Hara, Ayaka Yamamoto (środek), Sumire Yokono |

| „Hate” |
| --- |
| - Team N: Yūmi Ishida, Ayano Izumi, Chihiro Kawakami, Nanaho Kawano, Rina Kobayashi, Nami Sakamoto, Haruka Sadano, Rika Shimizu, Marin Shobu, Rurina Nishizawa, Minami Haasa, Sae Murase, Ayaka Morita, Amiru Yamasaki, Akari Yoshida (środek) |

| „Seishun wa Brass Band” |
| --- |
| - Team M: Wakana Abe, Akari Ishizuka, Anna Ijiri, Mizuki Uno, Nagisa Shibuya, Miru Shiroma (środek), Kotone Sugiura, Yuina Deguchi, Shion Hori, Momoka Horinouchi, Reiko Maeda, Shiori Mizuta, Maria Mizobuchi, Momone Yasuda |

| „Be happy” |
| --- |
| - Team BII: Yuki Azuma, Cocona Umeyama, Rena Okamoto, Yūka Ogawa, Yūka Katō, Karin Kojima (środek), Keito Shiotsuki, Rei Jōnishi, Nao Shinzawa, Mion Nakagawa, Mirai Nakano, Karen Hara, Yuzuha Hongō, Yuria Miyake, Suzu Yamada, Ayaka Yamamoto, Mikana Yamamoto, Sumire Yokono |

| „Suki ni natte gomen'nasai”                                      |
| ---------------------------------------------------------------- |
| - Team BII: Cocona Umeyama, Rei Jōnishi, Ayaka Yamamoto (środek) |

## Notowania
| Lista                             | Pozycja |
| --------------------------------- | ------- |
| Oricon Weekly Singles Chart       | 2       |
| Oricon Yearly Singles Chart       | 28      |
| Billboard Japan Hot 100           | 2       |
| Billboard Japan Top Singles Sales | 2       |

## Sprzedaż
| Dane wg         | Sprzedaż |
| --------------- | -------- |
| Oricon          | 214 375  |
| Billboard Japan | 242 480+ |